# Paulina Głaz
Paulina Głaz (ur. 4 stycznia 1994 w Tomaszowie Lubelskim) – polska siatkarka, grająca na pozycji przyjmującej, reprezentantka Polski. Zawodniczka UKS Jedynka Tarnów.
W lipcu 2012 roku zadebiutowała w kadrze Polski seniorek w spotkaniu przeciwko Brazylii podczas turnieju o Puchar Borysa Jelcyna.
Wystąpiła w niej 4 razy (stan na koniec 2012).
W 2011 roku występowała w reprezentacji Polski kadetek podczas Mistrzostw Świata rozgrywanych w Turcji.

## Kluby
- Tomasovia Tomaszów Lubelski
- MUKS Sparta Warszawa 2011–2012
- Pałac Bydgoszcz 2012–2014
- KS DevelopRes Rzeszów 2014–2016
- PWSZ Karpaty Krosno 2016–2017
- UKS Jedynka Tarnów 2017-2019
- MARBA Sędziszów Małopolski 2019-